# Sándor Radó

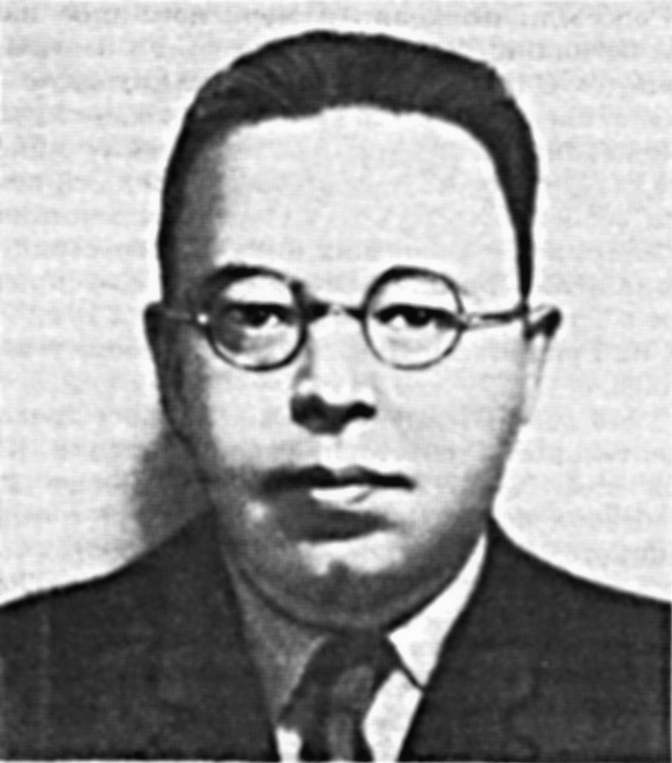
Porträt Radós

Sándor Radó – auch: Alexander Radolfi, Sándor Kálmán Reich oder Alexander Rado (* 5. November 1899 in Budapest, Österreich-Ungarn; † 20. August 1981 ebenda) war ein ungarischer Geograph und Kartograph.
Sándor Radó (Deckname: Dora) war Leiter des sowjetischen Militär-Nachrichtendienstes in der Schweiz. Er war der Kopf der Schweizer Kurzwellensendergruppe Rote Drei, die eine der produktivsten Residenturen der Raswedka war.

## Leben
Der 1899 in Budapest geborene Alexander Radó entstammte dem vermögenden jüdischen Bürgertum. Sándor Radó kam früh zur kommunistischen Bewegung. 1918 wurde er Mitglied der Kommunistischen Partei Ungarns. Er trat 1918 in die Rote Armee ein und wurde 1919 Politkommissar in der ungarischen Räterepublik. Nach deren Scheitern floh Radó nach Österreich und begann ein Studium der Geographie an der Universität Wien. 1921 nahm er als Delegierter am 3. Weltkongress der Komintern in Moskau teil. 1922 setzte er seine Studien in Jena und Leipzig fort und lebte fortan in Deutschland. 1923 heiratete er Helene Jansen.
1924 veröffentlichte Radó im Westermann Verlag eine politische Karte der Sowjetunion und „erfand“ dabei nach eigener Darstellung die Abkürzung UdSSR. Er wurde auch in den folgenden Jahren von deutschen Verlagen als Experte für die Sowjetunion herangezogen und für deren Karten verantwortlich. Radó verfasste 1925 außerdem einen Reiseführer durch die Sowjetunion  (Führer durch die Sowjetunion), der für die nächsten 20 Jahre das Standardwerk über die Sowjetunion darstellte. Radó war in den folgenden Jahren in unterschiedlichen Ländern tätig, veröffentlichte aber vor allem in Deutschland. 1929 erschien unter dem Namen Alex bzw. Alexander Radó der Atlas für Politik, Wirtschaft, Arbeiterbewegung. Teil 1: Der Imperialismus ein ebenfalls weit verbreitetes Werk, dessen Einband von John Heartfield gestaltet wurde. 1932 erschien der erste Flugreiseführer und Radó gründete die erste kartographische Presseagentur.
Nach der Machtergreifung der Nationalsozialisten 1933 floh Radó nach Paris und war dort Gründer der unabhängigen Presseagentur Inpress. Arthur Koestler war dort einer seiner Mitarbeiter. 1935 trat er in den Nachrichtendienst der Roten Armee (GRU) ein. 1936 zog Radó in die Schweiz und gründete in Genf die kartographische Agentur Geopress, die Zeitungen mit aktuellem Kartenmaterial versorgte. Die Niederlassung in der Schweiz geschah auf Wunsch Moskaus und mit dem Ziel der Übernahme einer Spionagetätigkeit, zumal Radó „kein Neuling in der konspirativen Tätigkeit“ war. 1938 wird er zum Leiter des sowjetischen Nachrichtendienstes in der Schweiz ernannt. Ab April 1938 führte Radó von seiner Agentur „Atlas Permanent S.A.“ in Genf aus eine kleine Agentengruppe, die sich um den Berner Journalisten Otto Pünter scharte.

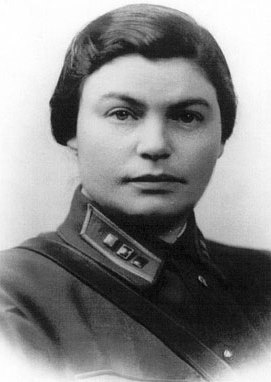
Maria Polyakova, Empfängerin der Nachrichten Radós

Er gehörte zu den Mitarbeitern des GRU, die der Sowjetunion den Termin des geplanten deutschen Angriffs mitteilten. Als Teil der Schweizer Kurzwellensendergruppe „Rote Drei“ beschaffte er von der Schweiz aus Informationen über die deutschen Kriegsvorbereitungen. Ruth Werner war eine Zeit lang für ihn als Funkerin tätig. Als diese 1940 die Schweiz verließ, wurde der Doppelagent des MI6 Alexander Foote sein Funker. Rudolf Rößler war einer seiner wichtigsten Informanten.
1943 spürte die Schweizer Polizei den Standort seiner drei Funker auf. Sein Schwager Hermann Scherchen versteckte ihn eine Zeitlang in Genf, bis er 1944 die Schweiz verlassen konnte. 1947 wurde er in der Schweiz in Abwesenheit zu drei Jahren Gefängnis und 15 Jahren Landesverweis verurteilt. Aus Kairo wurde Radó mit Gewalt in die Sowjetunion verbracht, wo er umgehend interniert wurde. Weil er in Paris und in Kairo Kontakt zu britischen Geheimdiensten aufgenommen hatte, verurteilte ihn ein Militärgericht in Moskau wegen Ungehorsam zum Tode – obwohl seine frühere Arbeit für die GRU mit dem Rotbannerorden gewürdigt worden war. Inwieweit es gute Beziehungen oder seine fachlichen Kenntnisse waren, die ihn in ein geophysikalisches Observatorium in die Nähe von Moskau brachten, ist nicht bekannt. Der CIA wusste aber, dass Radó dort ein „prisoner with privileges“ war, der sich mit Kartenproblemen und militärischen Navigationssystemen befasste. Stalin begnadigte Radó später zu zehn Jahren Arbeitslager. Nach der Verbüßung dieser Strafe wurde er 1955 freigelassen, kehrte zurück nach Budapest und wurde dort Angestellter im Landesamt für Vermessung und Geographie. Später wurde er zusätzlich Leiter des Instituts für Wirtschaftsgeographie der Budapester Karl-Marx-Universität.

## Werke (Auswahl)
- Avio-Führer – Führer für Luftreisende. Berlin W 50, o. J.
- Atlas für Politik, Wirtschaft, Arbeiterbewegung. Verlag für Literatur und Politik: Berlin o. J.
- Politische und Verkehrskarte der Sowjetrepubliken; G. Westermann: Braunschweig 1924.
- Führer durch die Sowjetunion; Neuer Deutscher Verlag: Berlin 1928.
- Groß-Hamburg; Neuer Deutscher Verlag: Berlin 1929.
- Europäisches Russland und die Randstaaten: Westermann-Verlag: Berlin et al. 1933.
- Welthandbuch – Internationaler politischer und wirtschaftlicher Almanach; Corvina Verlag: Budapest 1962.
- Под псевдонимом Дора (Unter dem Pseudonym Dora), Wojenisdat Moskau 1973. (russisch)
  - deutsch: Dora meldet..., Militärverlag der DDR, Berlin 1974, 3. Auflage 1980.
  - Dóra jelenti – újra, Riport Tromm Andrással, a könyv szerkesztőjével (Veröffentlichung des unzensierten Manuskripts zu Dora meldet...), Budapest 2006.
- Magyarország autóatlasza; Kartográfiai Vállalat: Budapest 1979.
- Reiseführer und Atlas Donauknie und Umgebung. Kartográfiai Vállalat, Budapest 1979.